# Morville-sur-Andelle

Morville-sur-Andelle este o comună în departamentul Seine-Maritime, Franța. În 1 ianuarie 2022 avea o populație de 293 de locuitori.